# سلافة خالد محمد علي
سلافة خالد محمد علي (24 أكتوبر 1964، الخرطوم) رائدة في أمراض القلب للأطفال في السودان.

## الحياة والتعليم
ولدت سلافة خالد محمد علي في 24 أكتوبر 1964 في الخرطوم، السودان. أكملت سلافة دراستها الثانوية في ثانوية الخرطوم شمال بين 1980 و 1983. حصلت على بكالوريوس الطب وبكالوريوس الجراحة من كلية الطب جامعة الخرطوم عام 1989. في عام 1995، أصبحت عضوًا في الكلية الملكية لطب الأطفال وصحة الطفل وأصبحت زميلة في عام 2006.

## الحياة مهنية
بدأت سلافة تدريبها الطبي كمسؤولة منزل في مستشفى الخرطوم التعليمي (1990-1991)، قبل أن تصبح طبيبة أطفال مقيمة (1991-1993). في عام 1993، انتقلت إلى المملكة العربية السعودية للانضمام إلى مستشفى قوى الأمن بالرياض، كطبيبة أطفال مقيمة، قبل التحاقها بمستشفى الملك سلمان للقوات المسلحة بالرياض عام 1997 كأخصائية أطفال، ثم مركز الملك عبد العزيز للقلب عام 1999. استشاري مساعد وزميل طب قلب الأطفال.
عادت سلافة إلى السودان للعمل في مركز السودان للقلب ومستشفى جعفر بن عوف للأطفال كاستشاري أمراض قلب الأطفال منذ يوليو 2004، وأستاذ مساعد في كلية الطب بجامعة الخرطوم. تمت ترقيتها إلى أستاذ مشارك في يوليو 2008 ثم إلى أستاذة في يوليو 2012 في قسم طب الأطفال وصحة الطفل، جامعة الخرطوم.
لقد قامت بجهود إدارة أمراض صمامات القلب في العديد من المناطق النائية في السودان بنجاح كبير من خلال جمع الأموال والاستفادة من تمويل الأبحاث. في عام 2012، أسست برنامج الزمالة في أمراض القلب للأطفال في المجلس السوداني للتخصصات الطبية. بالتعاون مع وزارة الصحة الفيدرالية، أنشأت برنامجًا للسيطرة على أمراض صمامات القلب في عام 2012. بالإضافة إلى لجنة خبراء منظمة الصحة العالمية لأمراض القلب الروماتيزمية، فهي عضو في العديد من المجموعات العلمية الوطنية والدولية الأخرى.
هي مؤسس ورئيسة برنامج مكافحة أمراض القلب الروماتيزمية في السودان وجمعية قلب الأطفال السودانية، وهي منظمة غير ربحية تدعم الأطفال المصابين بأمراض القلب. كانت أيضًا رئيسة الشبكة الإفريقية لأمراض القلب عند الأطفال والخلقية منذ عام 2022.

## الجوائز والتكريم
حصلت سلافة على جائزة كلية الطب بجامعة الخرطوم في طب المجتمع عام 1988 وجائزة طب الأطفال عام 1989. كما حصلت على جائزة الباحث الشاب المتميز من مستشفى قوى الأمن بالرياض عام 1996. تم انتخاب سلافة زميلة الكلية الملكية لطب الأطفال وصحة الطفل في عام 2006، وزميلة الكلية الأمريكية لأمراض القلب في عام 2007.
خلال الاجتماع السابع والسبعين للجنة الإقليمية لمنظمة الصحة العالمية لمنطقة شرق المتوسط في القاهرة، مصر، في أكتوبر 2020، حصلت سلافة على جائزة دولة الكويت لمكافحة السرطان وأمراض القلب والأوعية الدموية والسكري في إقليم شرق المتوسط لمساهمتها الكبيرة في مجال أمراض القلب والأوعية الدموية. حصلت سلافة على جائزة المناصرة من الاتحاد العالمي للقلب في عام 2022.